# Новий Дубок
Новий Дубок (біл. вёска Новый Дубок) — село в складі Червенського району Мінської області, Білорусь. Село підпорядковане Колодезькій сільській раді, розташоване в центральній частині області.